# Benewentana

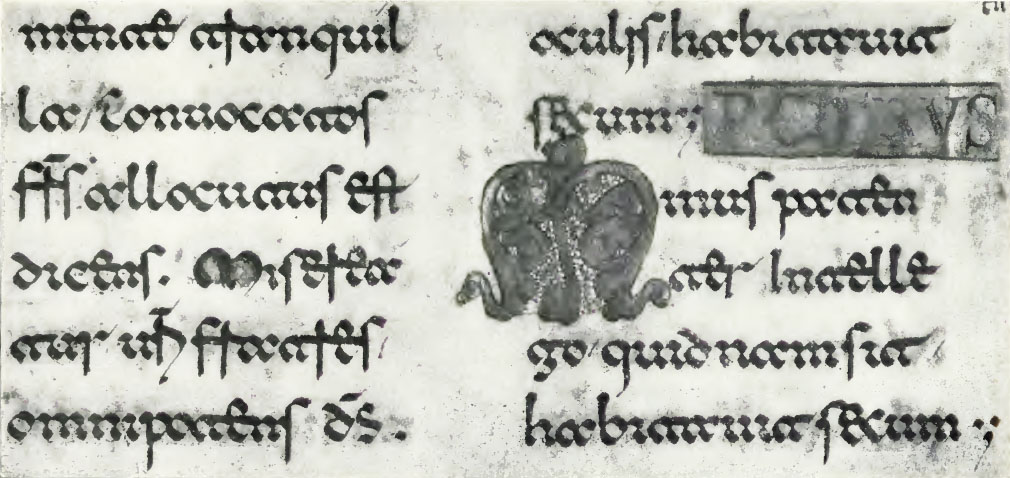
Benewentana

Benewentana – typ średniowiecznego włoskiego pisma kodeksowego, używany od XI do końca XIV wieku. Ukształtowała się na terenie księstwa Benewentu, w kręgu skryptoriów benedyktyńskich. Używano jej w południowej części Italii oraz na obszarze Dalmacji.
Benewentana była starannym pismem kaligraficznym, z widocznymi tendencjami manierystycznymi. Litery układano wzdłuż wyraźnej osi poziomej, kreski poziome, pionowe i skośne w lewo były pogrubione, podczas gdy skośne w prawo pozostawiano cienkie. Ściśle przestrzegano stosowania ligatur, litery z oczkami w prawo łączono z literami o oczkach w lewo. 
Zachowało się około 250 manuskryptów zapisanych benewentaną, z których najważniejszym jest XI-wieczna Reguła św. Benedykta. Głównymi centrami tego typu pisma były Salerno i Bari oraz liczne opactwa na wybrzeżu dalmatyńskim. Począwszy od XII wieku uwidacznia się tendencja do miniaturyzacji liter. Ostatecznie benewentana zanikła w XIV wieku, wyparta przez pismo gotyckie.